# Lucha Libre AAA Worldwide
La Lucha Libre AAA Worldwide, originariamente chiamata Asistencia Asesoría y Administración LLC e tuttora abbreviata con AAA, è una federazione messicana di lucha libre con sede a Città del Messico e che organizza spettacoli in tutto il Messico, ivi comprese arene suburbane in cui manca l'opportunità di assistere dal vivo ad eventi di lucha libre di altre federazioni.
A differenza della rivale CMLL (Consejo Mundial de Lucha Libre), la AAA ha infranto molte tradizioni della lucha libre come l'utilizzo di un ring esagonale, l'organizzare incontri ad un solo schienamento (a differenza dei tre schienamenti che sono nella tradizione del Messico), le identità colorate e bizzarre interpretate dai suoi lottatori ed il fatto di dare grande spazio all'Hardcore wrestling.

## Storia
In origine nota anche come Promociones Antonio Peña (PAP) dal nome del fondatore dell'Asistencia Asesoría y Administración nacque il 15 maggio 1992, quando Antonio Peña (allora un booker della CMLL) lasciò quella compagnia per crearne una propria e, seguito da Konnan e molti dei luchador più giovani del roster, lasciò alla CMLL un parco atleti composto principalmente da lottatori di mezza età e dal futuro incerto. La AAA inoltre presentò nuovi talenti come Rey Mysterio e Psicosis.

### Primi anni e successi (1993-1995)
AAA divenne presto molto famosa e soprattutto grazie all'apporto di luchador come El Hijo del Santo, Octagón, Blue Panther, i fratelli Casas, Los Gringos Locos (Art Barr ed Eddie Guerrero), Cien Caras, Konnan e Perro Aguayo.
Il successo della AAA fu tale che la prima Triplemania, combattuta nella primavera 1993, portò sugli spalti della Plaza de Toros di Città del Messico 48.000 spettatori. 

La particolarità dell'evento fu il Title vs. career match tra Cien Caras e Konnan, con il secondo che perse per conteggio fuori dal ring a causa dell'intervento di Jake "The Snake" Roberts. 

Il ritiro di Konnan durò una settimana scarsa, in quanto lo stesso Peña lo reintegrò nel roster attivo per consentirgli di vendicarsi di Roberts. Quest'ultimo fu affiancato anche da Sherri Martel e da Warlord.
La crescente popolarità della AAA portò alla chiusura della rivale Universal Wrestling Association e federazione di cui Peña mise sotto proprio contratto alcune delle sue stelle come El Canek, Dos Caras ed i Villanos. 

In quel periodo Peña tentò anche di ingaggiare alcuni wrestlers americani famosi (tra cui Kamala, Mike Rotunda, i Road Warriors, i Demolition ed Ultimate Warrior, che avrebbe dovuto formare un nuovo tag-team con Konnan e fronteggiare Roberts e gli altri rudos della AAA) ma l'accordo naufragò per questioni economiche.
Tra il 1993 ed il 1995 AAA raggiunse il picco della popolarità e nel 1994 fu in grado di produrre assieme alla statunitense World Championship Wrestling il pay-per-view When Worlds Collide che venne trasmesso negli Stati Uniti. 

Poche settimane dopo Art Barr, uno dei protagonisti dello stesso, morì, probabilmente per un aneurisma ed il Campeonato Mundial en Parejas de AAA, detenuto dallo stesso Barr e da Eddie Guerrero fu dichiarato vacante. Di conseguenza Guerrero e Madonna's Boyfriend lasciarono la federazione. 

Anche El Hijo del Santo abbandonò la AAA, principalmente a causa di differenze di vedute tra lui e gli autori nella gestione della propria gimmick, che fu seguito da altri luchador come Fuerza Guerrera e Blue Panther.

Con la crisi dell'economia messicana la compagnia venne ridimensionata, pur rimanendo quella di maggior successo in Messico. Nel 1996 molti luchador (tra cui Rey Misterio, Psicosis, La Parka e Juventud Guerrera), passarono alla Promo Azteca una nuova federazione creata da Konnan e legata alla americana WCW.

### Collaborazione con la World Wrestling Federation (1997)
Per contrastare questo, nei primi mesi del 1997 la AAA raggiunse un accordo di collaborazione con la World Wrestling Federation, ma l'unico risultato degno di nota fu la partecipazione di alcuni luchador alla Royal Rumble 1997 e ad alcune puntate di Raw. 
 
La collaborazione terminò nell'estate dello stesso anno.

### Cambio del nome
A metà degli anni '90 il nome della società è stato cambiato semplicemente "AAA", (pronunciato "Tripla A") e quando la società si riscattò da Televisa diventando indipendente.

### Collaborazione con la TNA (2004 e 2006)
Nel 2004 collaborò con la Total Nonstop Action, inviando negli Stati Uniti alcuni dei propri lottatori come (Juventud Guerrera, Hector Garza, Abismo Negro, Heavy Metal e Mr. Águila) per partecipare all''America's X-Cup Tournament e dove parteciparono con il nome di Team Mexico il quale dominò la manifestazione, sconfiggendo il Team USA, il Team Canada ed il Team Britain. 

In seguito persero la World X-Cup in favore del Team USA in un match al quale partecipò anche il Team Canada. 

Terminata la World X-Cup, Hector Garza lasciò la AAA per passare alla CMLL, principalmente per motivazioni di natura economica che portarono Garza ad entrare in contrasto con Peña. 

La prima collaborazione tra TNA ed AAA terminò verso la fine del 2004 e la TNA continuò ad utilizzare luchadores nei propri spettacoli, ma contattandoli direttamente ed evitando così di ricorrere alla mediazione della AAA.
Nel 2006 la AAA lavorò nuovamente con TNA, utilizzando in uno dei propri spettacoli alcuni dei loro lottatori e parte della scenografia di quest'ultima. 

Dopo la partenza di Konnan dalla TNA (nel 2007), questi accusò la TNA di discriminazioni razziali precludendo ogni nuova possibilità di collaborazione tra AAA e TNA, accuse in seguito però ritirate dallo stesso Konnan nel 2009.

### Nuova amministrazione (2006-2025)
Il 6 ottobre 2006, il fondatore della AAA Antonio Peña morì in seguito ad un attacco cardiaco e le redini della stessa furono prese dal fratello Joaquín Roldan e dal figlio Dorian Roldan.
Nel 2008 Lucha Libre USA ha presentato il secondo pay per view di AAA, "Legendary Battles of Triplemania".
Nel 2009 annunciò la preparazione del videogioco "AAA El Videojuego" che fu in seguito rinominato in "Lucha Libre AAA: Héroes del Ring" al momento dell'uscita avvenuta il 12 ottobre 2010.
Nel marzo del 2010 riprende la collaborazione con TNA scambiando i propri talenti con quelli TNA.
Nel gennaio del 2014 fu annunciato che grazie all'aiuto di Mark Burnett AAA avrebbe prodotto uno spettacolo televisivo dal nome Lucha Underground, la cui prima stagione fu poi trasmessa nel mese di ottobre dello stesso anno dalla rete televisiva statunitense El Rey Network.
Nell'aprile del 2014 dopo che Jeff Jarrett (l'uomo da cui dipendevano gli accordi tra AAA e TNA) lasciò quest'ultima per fondare la Global Force Wrestling (GFW) le relazioni con TNA cessarono, ma incominciarono quelle con GFW che, continuando nel corso degli anni successivi, finirono con il riportare AAA ad una nuova collaborazione con TNA stessa in quanto nel 2017 Jeff Jarret ritornò in TNA (rinominatasi Impact Wrestling) e per poi fonderla con la GFW.
Nel giugno del 2015 la federazione canadese International Wrestling Syndicate (IWS) annunciò uno scambio di talenti tra AAA, la stessa IWS e Lucha Underground.
L'8 aprile 2017, il General Manager Joaquín Roldán (il fratello del fondatore Antonio Peña) muore e le redini della società vengono prese dal figlio Dorian Roldán e da Marisela Peña Roldán (sorella di Antonio).
Ad oggi AAA continua a riempire le arene con grandi spettacoli come Triplemanía e Guerra de Titanes.
Il 1º febbraio 2019, AAA ha annunciato il rapporto di rottura con Televisa dopo 27 anni passati alla stazione televisiva Multimedios. Tuttavia, il 3 febbraio, dopo la conclusione delle trasmissioni del Super Bowl LIII, AAA ha raggiunto un accordo con TV Azteca per trasmettere il loro spettacolo in Azteca 7,

### Vendita alla WWE (2025–presente)
Il 19 aprile 2025, la WWE annuncia l'acquisizione della AAA.

## Programmazione televisiva

### Programmi televisivi settimanali
| Programma     | Giorno di trasmissione | Note       |
| ------------- | ---------------------- | ---------- |
| AAA Worldwide |                        | in diretta |

### Eventi in pay-per-view
| Mese    | Nome                | Note |
| ------- | ------------------- | ---- |
| Gennaio | Guerra de Titanes   |      |
| Marzo   | Rey de Reyes        |      |
| Giugno  | Verano de Escándalo |      |
| Agosto  | Triplemanía         |      |
| Ottobre | Héroes Inmortales   |      |

## Titoli
| Titolo                                        |                                           |                  |                   |                            |
| Titolo                                        | Nome/i                                    | Data             | Luogo             | Evento                     |
| --------------------------------------------- | ----------------------------------------- | ---------------- | ----------------- | -------------------------- |
| Mega Campeonato AAA                           | El Hijo del Vikingo                       | 31 maggio 2025   | Città del Messico | Alianzas                   |
| Campeonato Mundial de Peso Crucero de AAA     | Laredo Kid                                | 7 dicembre 2024  | Città del Messico | Cierre de la Gira Origenes |
| Campeonato Latinoamericano de AAA             | El Hijo de Dr. Wagner Jr.                 | 16 agosto 2025   | Città del Messico | Triplemania XXXIII         |
| Campeonato Reina de Reinas de AAA             | Flammer                                   | 12 agosto 2023   | Azcapotzalco      | Triplemania XXXI           |
| Campeonato Mundial en Parejas de AAA          | Pagano e Psycho Clown                     | 16 agosto 2025   | Città del Messico | Triplemania XXXIII         |
| Campeonato Mundial en Parejas Mixto de la AAA | Mr. Iguana e La Hiedra                    | 8 dicembre 2024  | Monterrey         | Cierre de la Gira Origenes |
| Campeonato Mundial de Tercias AAA             | Dave The Clown, Murder Clown, Panic Clown | 17 novembre 2024 | Saltillo          | Origenes                   |

## Tornei
| Nome              | Vincitore        | Data           |
| ----------------- | ---------------- | -------------- |
| Rey de Reyes      | Niño Hamburguesa | 22 marzo 2025  |
| Copa Antonio Peña | Chik Tormenta    | 6 ottobre 2024 |
| Copa Bardhal      | Omos             | 16 agosto 2025 |